# جوزلو (زاده ۱۹۹۱)
جوزلو (انگلیسی: Joselu؛ زادهٔ ۳ مارس ۱۹۹۱) بازیکن فوتبال اهل اسپانیا است.
از باشگاه‌هایی که در آن بازی کرده‌است می‌توان به باشگاه فوتبال لوگو، باشگاه ورزشی رئال مایورکا، باشگاه فوتبال رکریتیوو اوئلوا، باشگاه فوتبال کوردوبا، باشگاه فوتبال گرانادا، و باشگاه فوتبال ویارئال اشاره کرد.